# باولا جاكسون
باولا جاكسون (بالإنجليزية: Paula Walker)‏ هي متزلجة جماعية بريطانية، ولدت في 23 أبريل 1986 في ليستر في المملكة المتحدة.

## وصلات خارجية
- بولا ووكر على موقع IBSF (الإنجليزية)
- بولا ووكر على موقع اللجنة الأولمبية الدولية (الإنجليزية)
- بولا ووكر على موقع أوليمبيديا (الإنجليزية)
- بولا ووكر على موقع اللجنة الأولمبية البريطانية (الإنجليزية)